# Công an nhân dân (báo)
Công an Nhân dân là cơ quan ngôn luận của Bộ Công an Việt Nam. 

## Lịch sử
Báo Công an Nhân dân là đơn vị trực thuộc Tổng cục Chính trị của Bộ Công an. Tiền thân ấn phẩm là Báo Công an Mới ra mắt số báo in đầu tiên vào ngày 1 tháng 11 năm 1946 và được xem là công cụ tuyên truyền trên lĩnh vực báo chí đầu tiên của lực lượng công an. Trong suốt quá trình hoạt động, tờ báo lần lượt thay đổi qua hàng loạt các tên gọi khác nhau như Bạn Dân, Nội san Rèn luyện, Tập san Công an Nhân dân và từ năm 1965 đến nay là Công an Nhân dân. Ngày 4 tháng 10 năm 1988, Báo Công an Nhân dân đã chuyển từ việc cấp phát trong nội bộ sang cơ chế phát hành công khai rộng rãi ngoài xã hội.
Năm 2021, năm cơ quan báo chí bao gồm An ninh Thủ đô, An ninh Hải Phòng, Công an Nghệ An, Công an Đà Nẵng, Công an Thành phố Hồ Chí Minh được sáp nhập và trở thành ấn phẩm chuyên đề của Báo Công an Nhân dân.

## Danh hiệu
Ngày 12 tháng 2 năm 2007, Chủ tịch nước đã ký quyết định phong tặng danh hiệu Anh hùng Lao động trong thời kỳ đổi mới cho Báo Công an Nhân dân nhân dịp kỷ niệm 60 năm ngày thành lập. Ngày 26 tháng 10 năm 2016, ấn phẩm đón nhận Huân chương Bảo vệ Tổ quốc hạng Nhất nhân kỷ niệm 70 năm ngày phát hành số đầu tiên.